# Суайон
Суайо́н (фр. Soyons, окс. Soions) — коммуна во Франции, находится в регионе Рона — Альпы. Департамент коммуны — Ардеш. Входит в состав кантона Сен-Пере. Округ коммуны — Турнон-сюр-Рон.
Код INSEE коммуны — 07316.

## Население
Население коммуны на 2008 год составляло 1947 человек.
| 1962 | 1968 | 1975 | 1982 | 1990 | 1999 | 2008 |
| ---- | ---- | ---- | ---- | ---- | ---- | ---- |
| 745  | 787  | 942  | 1302 | 1551 | 1757 | 1947 |

## Экономика
В 2007 году среди 1376 человек в трудоспособном возрасте (15—64 лет) 992 были экономически активными, 384 — неактивными (показатель активности — 72,1 %, в 1999 году было 71,2 %). Из 992 активных работали 910 человек (501 мужчина и 409 женщин), безработных было 82 (39 мужчин и 43 женщины). Среди 384 неактивных 155 человек были учениками или студентами, 128 — пенсионерами, 101 были неактивными по другим причинам.

## Достопримечательности
- Церковь XII века.
- Парк миниатюр «Ардеш миниатюрный».
- Доисторические пещеры.
- Археологический музей.
- Наклонившаяся башня (XII—XIII века), исторический памятник.[2]

## Фотогалерея

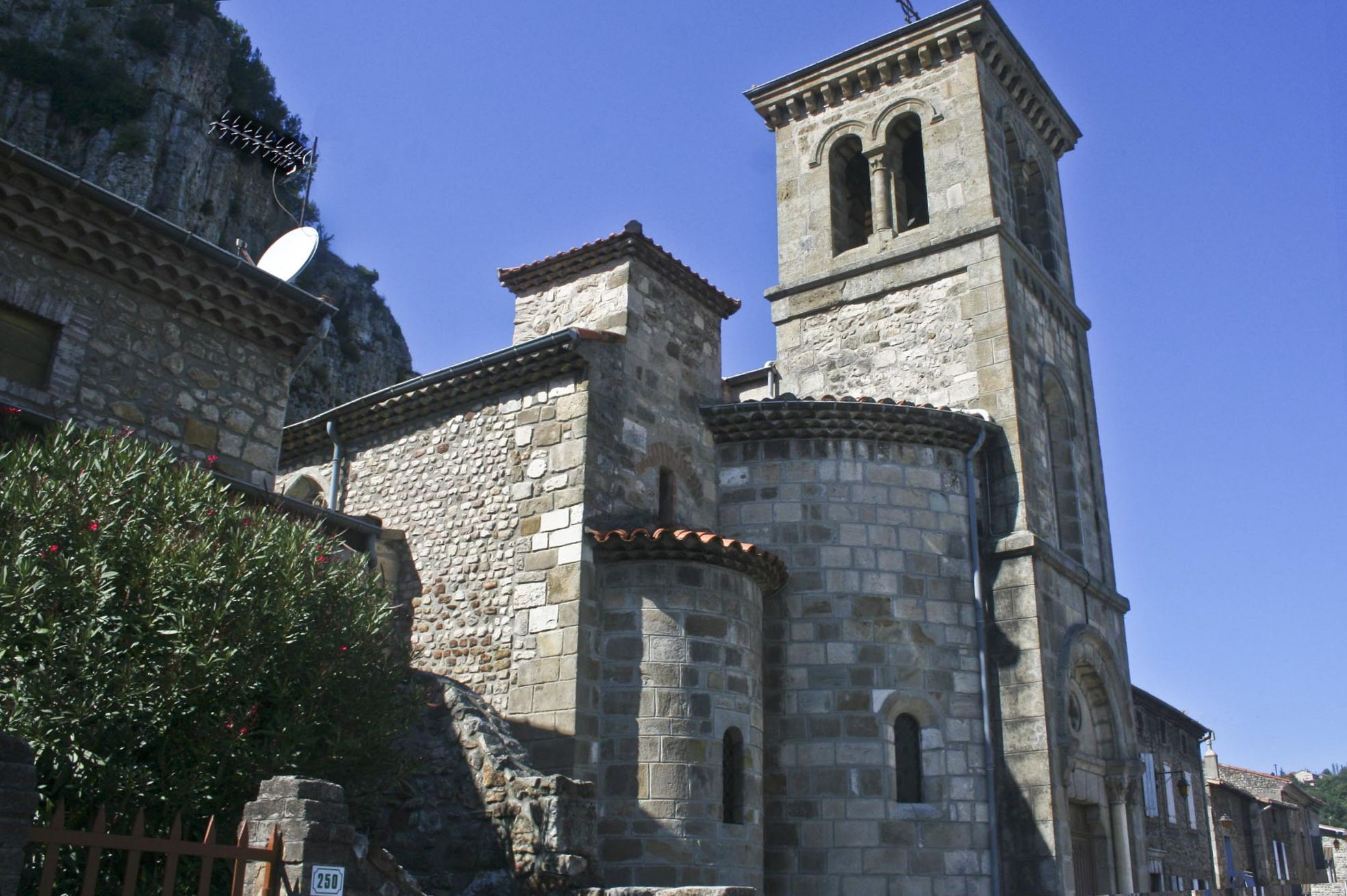
Церковь
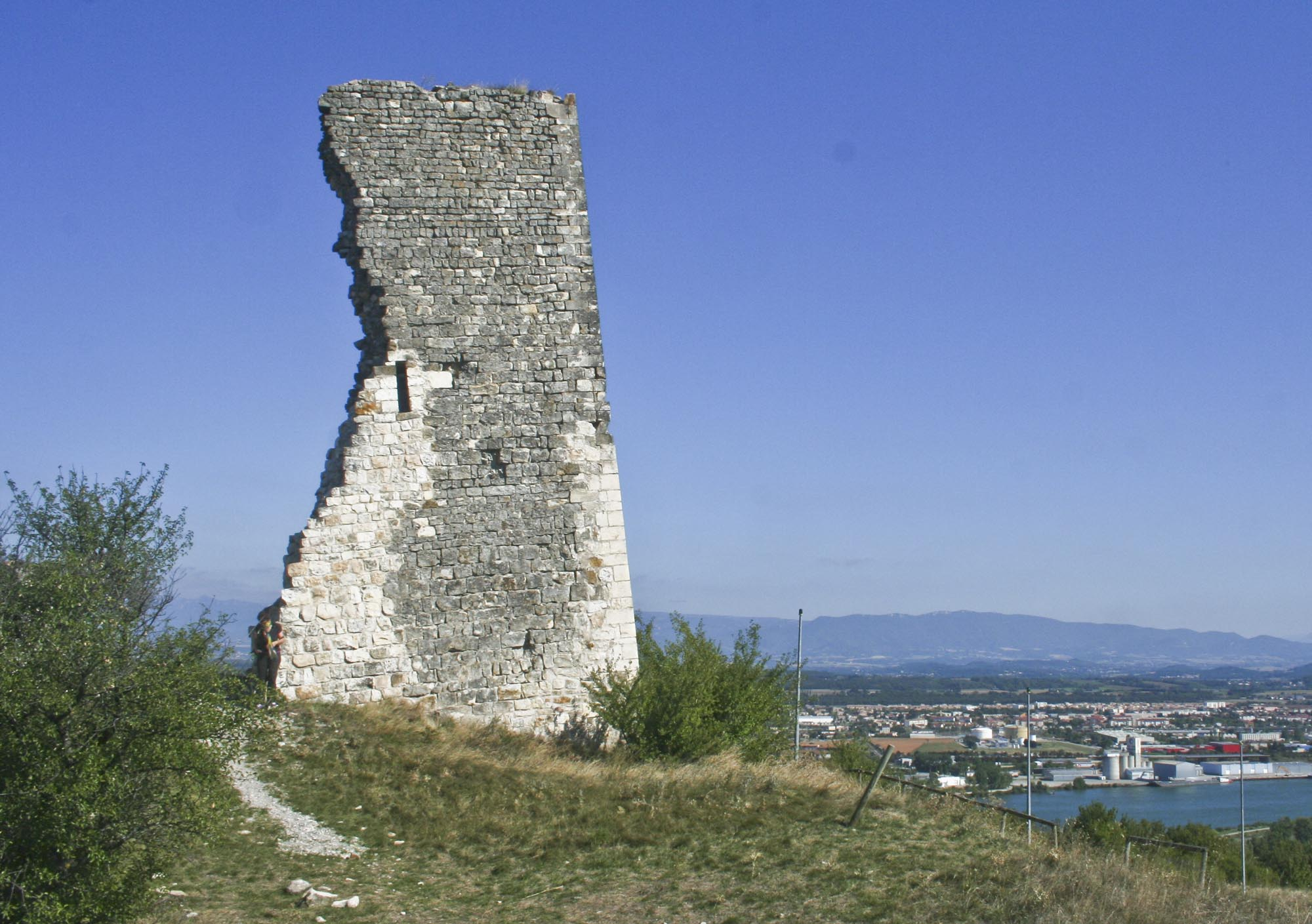
Башня
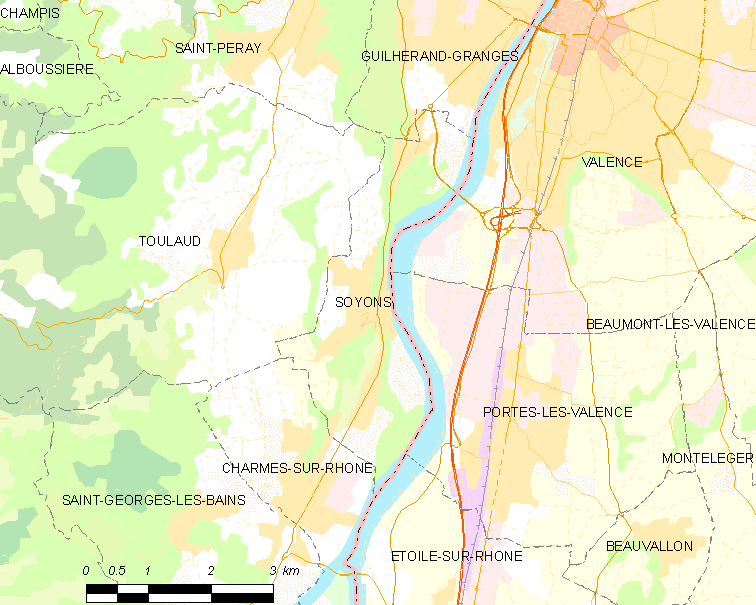
Карта коммуны